# ŽNK Susedgrad '97 Zagreb
ŽNK Susedgrad '97, ženski je nogometni klub iz grada Zagreba.

## Povijest
Ženski nogometni klub Susedgrad '97 osnovan je 1984. godine.

## Vanjske poveznice
- Susedgrad ŽNK, Nogometni leksikon